# Nicolas Bro

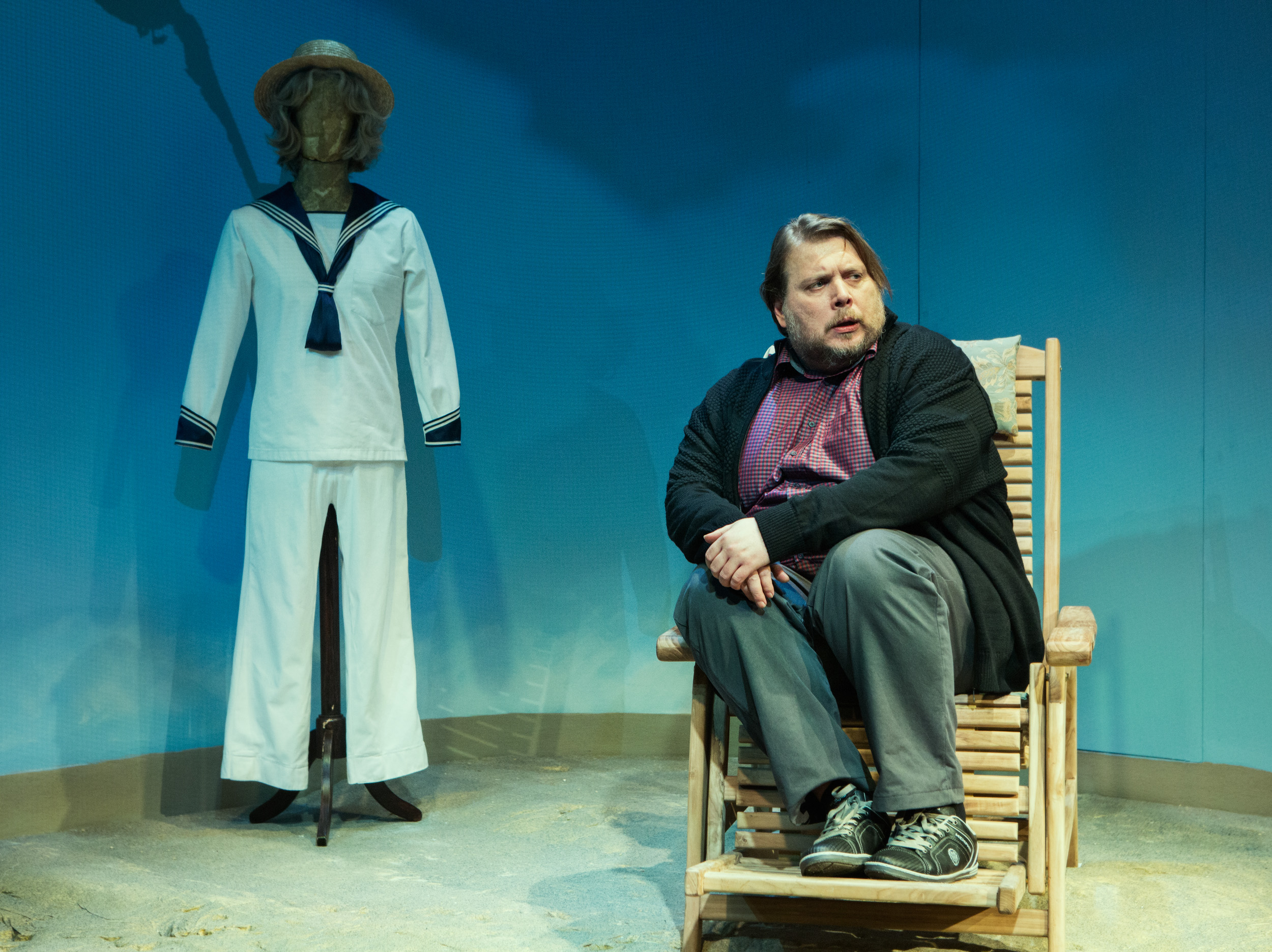
Nicolas Bro in de theatermonoloog Døden i Venedig - Drengen i Venedig van Jakob Weis, gebaseerd op De dood in Venetië van Thomas Mann. Folketeatret, Kopenhagen, 2016.

Nicolas Bro (Kopenhagen, 16 maart 1972) is een Deense acteur en toneelschrijver.

## Levensloop
Nicolas Bro komt uit een theaterfamilie. Zijn vrouw Theresa Stougaard Bro is theaterrekwisiteur. Zijn ouders Helle Hertz en Christoffer Bro, zijn broer Anders Peter Bro, zijn zus Laura Bro, zijn nichten Vigga Bro en Lone Hertz, zijn neef Tony Rodian en zijn achterneef Steen Stig Lommer zijn allemaal acteur.
Hij slaagde in 1998 voor de toneelopleiding bij de Nationale Theaterschool in Kopenhagen. Hier studeerde hij samen met Stine Stengade en Nikolaj Lie Kaas. Zijn eerste grote rol kreeg hij in de Deense politieserie Rejseholdet (Unit One), waarin hij een gestoorde pyromaan speelt. Bro bleek een talent te hebben voor het spelen van opmerkelijke personages en kreeg in de beginjaren van zijn carrière markante bijrollen in de films De grønne slagtere, Rembrandt en Adams æbler. Zijn eerste hoofdrol in een speelfilm kreeg hij in de psychologische thriller Mørke (2005). In 2005-2006 was hij samen met Mads Mikkelsen te zien in een serie reclamefilmpjes voor de Grote Beltbrug. In 2006 ontvang hij een Bodil voor beste mannelijke bijrol in de speelfilm Voksne mennesker. In 2007 ontving hij voor de beste mannelijke hoofdrol in de speelfilm Offscreen weer een Bodil.
Naast zijn acteerwerk in speelfilms en series, is Bro een tijd lang verbonden geweest aan Det Kongelige Teater in Kopenhagen. Hij schreef in deze functie voor verschillende toneelgezelschappen, waaronder het Østre Gasværk Teater en de toneelgroep Mammutteatret. Hij debuteerde als toneelschrijver in 1999 met Himmelstormerne (Hemelbestormers) en schreef verder Natsværmerne (Nachtvlinders), Guddommeliggørelsen af den laveste fællesnævner (De vergoddelijking van de kleinste gemene deler) uit 2001, Stolthed er kolossal (Trots is kolossaal) uit 2005 en Slutstrand (Eindstrand) uit 2009. Ook als acteur staat hij in het theater. Zo speelde hij in 2008 Hamlet tijdens de opening van Skuespilhuset in Kopenhagen.

## Filmografie
| Jaar | Film                                        | Rol                                    | Bijzonderheid                                                         |
| ---- | ------------------------------------------- | -------------------------------------- | --------------------------------------------------------------------- |
| 2001 | En kærlighedshistorie                       | John                                   |                                                                       |
| 2001 | Monas Verden                                | Filmredacteur                          |                                                                       |
| 2002 | Små Ulykker                                 | Portier                                |                                                                       |
| 2003 | De grønne slagtere                          | Hus Hans                               |                                                                       |
| 2003 | Regel nr. 1                                 | Palle                                  |                                                                       |
| 2003 | Rembrandt                                   | Jimmy                                  |                                                                       |
| 2003 | Reconstruction                              | Leo Sand                               |                                                                       |
| 2003 | Baby                                        | Spritter                               |                                                                       |
| 2004 | Den gode strømer                            | Mulle                                  |                                                                       |
| 2004 | Kongekabale                                 | Journalist Henrik Moll                 |                                                                       |
| 2005 | Af banen!                                   | Asger                                  |                                                                       |
| 2005 | Mørke                                       | Anker                                  |                                                                       |
| 2005 | Adams æbler                                 | Alcoholist Gunnar                      |                                                                       |
| 2005 | Voksne mennesker                            | Opa                                    | Bodil voor beste mannelijke bijrol                                    |
| 2006 | Offscreen                                   | Als zichzelf                           | Bodil voor beste mannelijke hoofdrol Stipendium van Statens Kunstfond |
| 2006 | Der var engang en dreng                     | Alf                                    |                                                                       |
| 2007 | Udenfor kærligheden                         | Weinberger                             |                                                                       |
| 2007 | Den Sorte Madonna                           | Brian                                  |                                                                       |
| 2007 | Hvid nat                                    | Bertel, de broer van Ulrich            |                                                                       |
| 2009 | Over gaden under vandet                     | Ask                                    |                                                                       |
| 2010 | Broderskab                                  | Tykke                                  |                                                                       |
| 2011 | Jensen & Jensen                             | Als de stem van Bjarne                 |                                                                       |
| 2012 | War Horse                                   | Duitse bruidegom Friederich            |                                                                       |
| 2012 | Spies og Glistrup                           | Mogens Glistrup, advocaat en politicus |                                                                       |
| 2013 | Antboy                                      | Loppen                                 |                                                                       |
| 2014 | Antboy: Den Røde Furies hævn                | Loppen                                 |                                                                       |
| 2015 | Mænd og Høns                                | Josef                                  | Robert voor Beste Mannelijke Bijrol 2016                              |
| 2016 | Fuglene over sundet                         | Kaj                                    |                                                                       |
| 2016 | Antboy 3                                    | Loppen                                 |                                                                       |
| 2017 | Aldrig mere i morgen                        | Vincent                                |                                                                       |
| 2017 | Dræberne fra Nibe                           | Ib                                     |                                                                       |
| 2017 | Mens vi lever                               | Peter Ilsøe                            |                                                                       |
| 2017 | Fantasten                                   | Hasse                                  |                                                                       |
| 2019 | Gooseboy                                    | Viggo Mortensen                        |                                                                       |
| 2019 | Kollision                                   | Wagner                                 |                                                                       |
| 2020 | Retfærdighedens ryttere (Riders of Justice) | Emmenthaler                            |                                                                       |

### Televisieseries (selectie)
| Jaar | Titel                          | Rol                                                      |
| ---- | ------------------------------ | -------------------------------------------------------- |
| 2002 | Rejseholdet/Unit One           | Otto                                                     |
| 2009 | Forbrydelsen II/The Killing II | Minister van Justitie Thomas Buch                        |
| 2014 | 1864                           | D.G. Monrad                                              |
| 2014 | Bankerot                       | Tandfeen (de tandenfee)                                  |
| 2015 | Bron/Broen/The Bridge          | Freddie                                                  |
| 2020 | Tunn is/Thin Ice               | Martin Overgaard, Deense minister van Buitenlandse Zaken |